# Sombras en el cielo
 Sombras en el cielo es una película en blanco y negro de Argentina dirigida por Juan Berend según su propio guion escrito en colaboración con Solly  Schroder y Guillermo Fernández Jurado que se estrenó el 17 de septiembre de 1964 y que tuvo como protagonistas a Elisa Christian Galvé, Enrique Fava, Rodolfo Onetto y  Juan José Edelman.

## Sinopsis
El encuentro de una estrella famosa y de un director de cine mortalmente enfermo, para filmar su última película.

## Reparto
- Elisa Christian Galvé
- Enrique Fava
- Rodolfo Onetto
- Juan José Edelman
- Héctor Pellegrini
- Beatriz Matar
- Nelly Tesolín
- Patricio Farrell
- Celia Geraldy
- Enrique Borrás
- Silvia Rossi
- Jorge Miguel Couselo
- Jorge Montes
- María Vaner
- Betiana Blum
- Cacho Espíndola

## Comentarios
Antonio A. Salgado comentó en Tiempo de Cine:

”El título reproduce una frase del diálogo: la acción trascurre en un estudio cinematográfico y una falla técnica produce sombras sobre el cielo pintado. Pero más sutilmente el titulo indica cómo la realidad y la ficción se confunden allí. Para el personaje de Enrique Fava es decisiva la película que está dirigiendo. Durante su carrera realizó bodrios, pero ahora, enfermo incurable, quiere expresar algo valedero antes de morir… Berend intenta –aunque imperfectamente- un cine expresivo.”

King en El Mundo opinó:

”Esperanzado debut… Le falta impacto, no tiene altibajos… inquietud en parte frustrada.”